# 張曾敭

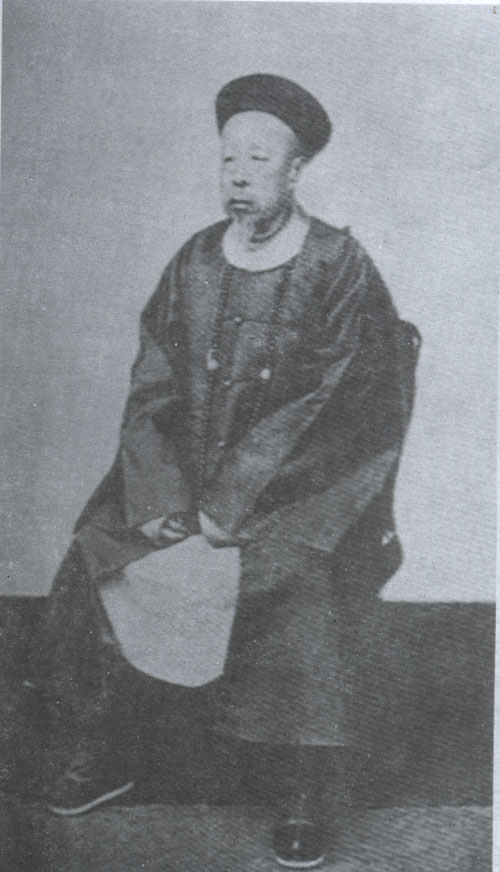
張曾敭

张曾敭（1852年—1920年），字小帆，又字润生、抑仲，号静渊。直隶南皮（今属河北）人。清末政治人物。
同治十年（1871年）进士。选庶吉士，授编修。历官湖南、广东知府，除福建盐法道。光绪三十一年（1905年）任浙江巡抚。光绪三十三年（1907年），捕获革命党人秋瑾，并将其处决，激起舆论谴责，调江苏巡抚，又改山西巡抚，最后托病辞官回籍。

## 外部連結
- 張曾敭 （页面存档备份，存于） 中研院史語所